# Ola Brunkert
Ola Brunkert, född 15 september 1946 i Olaus Petri församling i Örebro, död 16 mars 2008 på Mallorca, var en svensk musiker.
Brunkert var medlem i det 1965 bildade popbandet Science Poption. Från 1970-talet och framåt var han en av Sveriges mest erkända och anlitade trummisar och medverkade på hundratals skivinspelningar.
Han spelade bland annat trummor på Abba:s alla skivor och medverkade på deras turnéer. Utöver detta spelade han med bland andra Arne Domnérus, Ted Gärdestad, Tomas Ledin, Björn J:son Lindh, Scafell Pike, Peter Lundblad, Ingemar Olsson, Ulf Lundell, Pugh Rogefeldt, John Holm, Janne Schaffer, Björn Skifs, Sveriges Jazzband, Hansson de Wolfe United, Lill Lindfors, Monica Törnell, Magnus Uggla, Simons, Samuelsons och Jerry Williams. 
Ola Brunkert avled hastigt efter en fallolycka i sitt hem på Mallorca.
Han var 1969–1972 gift med skådespelaren Eva Rydberg (född 1943) och från 1973 till hustruns död med Inger Margareta Olausson (1946–2007).

## Filmografi roller
- 1977 – Abba – the Movie – musiker
- 1974 – Parade – musiker